# Charles Alfred "Chief" Anderson
Charles Alfred "Chief" Anderson, Sr., (9 de febrero de 1907 - 13 de abril de 1996) fue un aviador estadounidense que ganó reputación de ser el "Padre de la Aviación Afroamericana". Se ganó el apodo de "Chief" como instructor de vuelo en jefe de los aviadores de Tuskegee. 

## Primeros años
Nació en Bryn Mawr, Pensilvania, hijo de Iverson y Janie Anderson. Desde temprana edad mostró su fascinación por los aviones, por lo que estaba destinado a volar. Al cumplir 20 años, había ahorrado suficiente dinero para comenzar con las lecciones de vuelo; sin embargo, debido a la segregación racial que imperaba en las escuelas de vuelo, se negaban a enseñarle. Sin desanimarse, Anderson asistió a la escuela de aviación en tierra, aprendió mecánica de aviones y se paseaba por los aeropuertos, recogiendo información de los pilotos blancos.

## Aprendiendo a volar
Al darse cuenta de que la única manera en que aprendería a volar era poseer su propio avión, compró un Velie Monocoupe con sus ahorros y préstamos de amigos y familiares. Finalmente, los miembros de un club le permitieron unirse, pero no le ofrecieron instrucción. Gravando su avión alrededor del campo, Anderson periódicamente disparaba el motor hasta que finalmente se encontraba volando un pequeño tramo. Con una confianza cada vez mayor, el piloto novato no tardó mucho en aprender a despegar y aterrizar con seguridad. 
Russell Thaw, un miembro del club y piloto experimentado, no contaba con un avión propio para visitar a su madre los fines de semana en Atlantic City. Por eso llegó a un acuerdo: Thaw alquilaría y volaría el Monocoupe de Anderson, y él lo podía acompañar, obteniendo así una valiosa experiencia de volar por todo el país. De esta manera Anderson logró obtener su licencia de piloto en agosto de 1929. Luego buscó obtener una licencia de piloto de transporte aéreo, pero nuevamente se encontró con otro obstáculo para continuar con su carrera. Finalmente la ayuda vino de Ernest H. Buehl, conocido como "The Flying Dutchman", un aviador alemán que había sido invitado a venir a los Estados Unidos en 1920 para ayudar a abrir rutas transcontinentales de correo aéreo. Bajo la tutela y la insistencia personal de Buehl, en febrero de 1932, Anderson se convirtió en el primer afroamericano en recibir una licencia de piloto de transporte aéreo de la Administración de Aeronáutica Civil .  

## Vida anterior a la Segunda Guerra Mundial
El 24 de junio de 1932, Anderson se casó con su novia de la infancia, Gertrude Nelson, de Ardmore, Pensilvania, con quién finalmente tendría dos hijos. En julio de 1933, Anderson conoció al Dr. Albert E. Forsythe, un médico y piloto afroamericano con quién compartía su objetivo de introducir a otros afroamericanos en el campo de la aviación. Los vuelos récord y de atención demostraron ser efectivos, entre los que se encontraba el primer vuelo transcontinental de ida y vuelta realizado por pilotos negros, desde Atlantic City, Nueva Jersey hasta Los Ángeles, California.
El dúo realizó " los primeros vuelos" adicionales para los afroamericanos a Canadá y en todo Estados Unidos, capturando la atención mundial en el verano de 1934 cuando volaron su nuevo Lambert Monocoupe, bautizado como "The Booker T. Washington", en un Pan American Good Will Tour. En septiembre de 1938, Anderson estaba dando instrucciones en el área de Washington D. C., donde fue contratado como instructor de vuelo para el Programa de Entrenamiento de Pilotos Civiles en la Universidad de Howard.

## Tuskegee Airmen y la Segunda Guerra Mundial

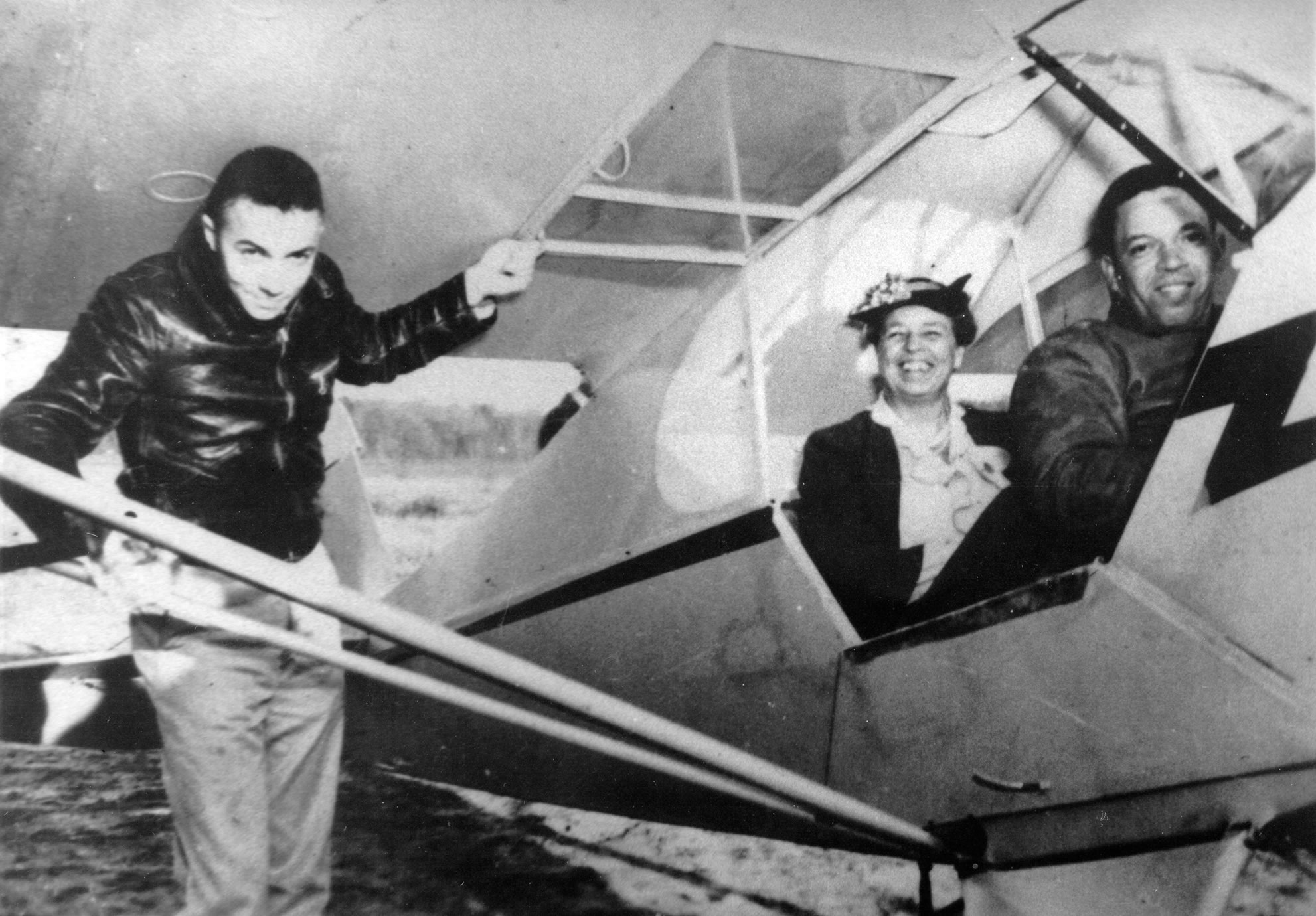
Anderson (derecha) con Eleanor Roosevelt, marzo de 1941

En 1940, Anderson fue reclutado por el Instituto Tuskegee en Alabama, para servir como Instructor Jefe de Vuelo Civil en su nuevo programa de entrenamiento de pilotos afroamericanos. Desarrolló un programa de entrenamiento piloto, enseñando de esta manera el primer curso avanzado del programa y por ello, obtuvo su apodo, "Jefe". En marzo de 1941, la primera dama Eleanor Roosevelt estaba recorriendo el hospital del Instituto y, al enterarse del programa de vuelo, pidió conocer a su instructor principal. La primera dama le dijo a Anderson que siempre había escuchado que "las personas de color no podían volar". "Voy a tomar un vuelo contigo", dijo y Anderson no estaba dispuesto a rechazar a la primera dama, a pesar de las protestas de su detalle de seguridad. Al regresar 40 minutos después, encantada con Anderson exclamó: "¡Bueno, veo que puedes volar, está bien!" Sin duda, su experiencia fue un impulso para la administración Roosevelt, que acababa de establecer el Experimento de Aviadores Tuskegee para explorar si era posible entrenar a pilotos afroamericanos para el servicio militar. Anderson pasó a entrenar a otros famosos pioneros de la aviación militar como el general Benjamin O. Davis, Jr. y el general Daniel "Chappie" James, Sr.
En junio de 1941, Anderson fue seleccionado por el Ejército como el Comandante de Tierra e Instructor Jefe de Tuskegee para los cadetes de aviación del 99.° Escuadrón de Persecución, el primer escuadrón de caza completamente afroamericano de Estados Unidos. La compañía finalmente se uniría a otros tres escuadrones de aviadores de Tuskegee en el 332.° Grupo de combate, conocido como Red Tails. Los 450 aviadores de Tuskegee que vieron combate volaron 1.378 misiones de combate, destruyeron 260 aviones enemigos y obtuvieron más de 150 cruces voladoras distinguidas, entre otros numerosos premios.

## Vida posterior a la Segunda Guerra Mundial
Finalizado el conflicto, las contribuciones de Anderson a la aviación continuaron en Moton Field, donde proporcionó capacitación en tierra y vuelo a estudiantes tanto blancos como negros bajo el GI Bill. Para 1951, fue asignado para capacitar a los cadetes ROTC del Ejército y la Fuerza Aérea junto con estudiantes privados. También proporcionó mantenimiento tanto para aeronaves como para motores y vendió aeronaves en el sureste y suroeste de los Estados Unidos. En 1967, Anderson cofundó la "Negro Airmen International", la organización de pilotos afroamericanos más antigua del país que estableció una academia de vuelo de verano para jóvenes interesados en la aviación, donde continuó instruyendo a los estudiantes hasta 1989.

## Muerte
Su salud comenzó a castigarlo a mediados de la década de 1990. Murió pacíficamente mientras dormía el 13 de abril de 1996 en Tuskegee, Alabama. Anderson nunca buscó fama, reconocimiento o fortuna por sus logros, pero inspiró la vida de miles de pilotos, tanto civiles como militares, muchos de cuyos nombres se encuentran en los libros de historia de la aviación. 

## Legado
La fundación "Alfred "Chief" Anderson Legacy", una organización sin fines de lucro, fue fundada en 2012 por su nieta, Christina Anderson, para honrar el legado de su abuelo y los aviadores de Tuskegee, y para continuar la misión del Chief Anderson de promover y exponer la aviación a la juventud y la comunidad.

## Elogios
El 4 de octubre de 2013, Anderson fue incluido en el Salón Nacional de Aviación. Este honor es el premio más prestigioso que un aviador puede recibir en Estados Unidos. También ingresó al Salón de la Fama con su clase de Enshrinees de 2013: el héroe de la guerra de Vietnam, el mayor general Patrick Henry Brady, el famoso astronauta de la NASA Capitán Robert L. "Hoot" Gibson y el innovador de aviones Cessna Dwane L. Wallace. Christina Anderson aceptó el premio en su nombre con el presentador del premio Dr. Guion Stewart "Guy" Bluford, Jr., astronauta de la NASA y el primer afroamericano en el espacio.
El Servicio Postal de los Estados Unidos anunció que lanzaría un sello conmemorativo de Alfred "Chief" Anderson el 13 de marzo de 2014. [actualizar]  Este sello es el décimo quinto de la serie Distinguished Americans ..Fue diseñado por el director de arte Phil Jordan, y el retrato de Anderson en el sello fue pintado por Sterling Hundley, que muestra a Anderson usando sombreros usados por los pilotos en la Segunda Guerra Mundial.